# Jewel Akens
Jewel Akens (* 12. September 1933 in Houston, Texas; † 1. März 2013 in Inglewood, Kalifornien) war ein US-amerikanischer Sänger. Mitte der 1960er Jahre landete er mit dem Titel The Birds And The Bees einen internationalen Hit.

## Leben
Akens wuchs zunächst in Houston auf, wo er im Kirchenchor sang. Ende der 1940er Jahre zog seine Familie mit ihm nach Los Angeles. Erste musikalische Gehversuche unternahm er als Mitglied der Band The Four Dots, mit der er mehrere Singles aufnahm. Parallel dazu war er zusammen mit seinem Freund Eddie Daniels als Duo Akens & Daniels aktiv.
Seine erfolgreichste Zeit begann, als ihn der Plattenproduzent Herb Newman für sein Label Era Records als Backgroundsänger unter Vertrag nahm. Anfang 1965 nahm Newman mit ihm den Song The Birds and the Bees auf, dessen Reime angeblich Newmans Sohn verfasst hatte. Die gefällige Melodie wurde schnell populär, stieg bis auf Platz 3 der US-amerikanischen Billboard-Charts und konnte sich auch in den europäischen Hitparaden platzieren. Im deutschen Sprachraum sorgte Drafi Deutscher mit der Coverversion Heute male ich Dein Bild Cindy Lou für eine weitere Popularisierung der Komposition. Der Titel von Drafi Deutscher erreichte in der deutschen Singles-Hitparade Platz 1.
Für Akens blieb die Aufnahme der einzige große Hit seiner Karriere. Die nach dem gleichen Muster gestrickte Nachfolgesingle Georgie Porgie verfehlte den Erfolg seines Solodebüts weit. Auch sein Album The Birds And The Bees, auf dem er neben seinen beiden Single-Titeln zahlreiche R&B- und Country-Standards coverte, hatte keinen Erfolg. Später ging er mit der Band The Monkees auf Tournee und produzierte 1973 für Ted Taylor und Little Johnny Taylor deren gemeinsames Duett-Album.

## Diskografie (Auswahl)

### Singles
- (Dancing) The Mashed Potatoes / Wee Bit More Of Your Lovin' (1962)
- It's The Only Way To Fly / You Sure Know How To Hurt A Fella (1965)
- Dancing Jenny / A Wee Bit More Of Your Lovin' (1965)
- A Slice Of The Pie / You Better Believe It (1965)
- I've Arrived / You Don't Need A Crown (1965)
- Georgie Porgie / Around The Corner (From My House) (1965)
- The Birds And The Bees / Tic Tac Toe (1965)
- My First Lonely Night (Sukiyaki) / Mama Take Your Daughter Back (1966)
- Born A Loser / Little Bitty Pretty One (1967)
- It's A Sin To Tell A Lie / You Better Move On (1968)
- He's Good For Me / Helplessly In Love (1969)

### Alben
- The Birds And The Bees (1965)